# Piculet des Antilles
Nesoctites micromegas
Genre
Espèce
Statut de conservation UICN

 LC  : Préoccupation mineure
Le Piculet des Antilles (Nesoctites micromegas), aussi connu en tant que Picumne des Antilles, est une espèce d'oiseaux de la famille des Picidae (sous-famille des Picumninae), seule espèce du genre Nesoctites. Il est endémique d'Haïti et de la République dominicaine.